# Katy Mixon
Katy Mixon (* 30. března 1981 Pensacola) je americká herečka. Svou kariéru zahájila vedlejšími rolemi ve filmech The Quiet (2005), Čtvery Vánoce (2008), a Na odstřel (2009) předtím než dostala hlavní roli v seriálu HBO Nahoru a dolů (2009–2013).
Od roku 2010 do roku 2016 hrála sestru Melissy McCarthy Victorii Flynn v sitcomu CBS Mike & Molly.
Dramatické role ztvárnila ve filmech Úkryt (2011), Drive Angry (2011) nebo Za každou cenu (2017). Její hlas je možné slyšet v animovaných Mimoních z roku 2015. Katy v roce 2016 získala hlavní roli Katie Ottové v komediálním seriálu od ABC Americká manželka.

## Mládí
Mixon se narodila a vyrůstala ve městě Pensacola na Floridě. Pochází ze sedmi sourozenců. Studovala na the Alabama School of Fine Arts v Birminghamu, Alabama. Promovala na
the Pensacola Private School of Liberal Arts. Bakalářský titul získala na Carnegie Mellon School of Drama.

## Kariéra
První roli získala jako Calpurnia v Shakespearově hře Julius Caesar na Utah Shakespearean Festival.
V roce 2003 se přestěhovala do Los Angeles a o dva roky později zazářila na premiéře interaktivního divadla ve hře American Standard na Los Angeles Edgefest.
Jejím prvním filmovým počinem byla role Michelle Fell ve snímku The Quiet (2005). Následující rok se objevila v dalším filmu a to Rande naslepo ve vedlejší roli. Katy získala větší roli ve filmu Čtvery Vánoce (2008), kde se mohl více projevit její herecký talent. Zde hrála mladou manželku Jona Favreau. O rok později se objevila ve třech snímcích: kriminální drama The Informers, politický thriller Na odstřel a v komedii Slečna Zamilovaná. Téhož roku si ji HBO vybralo do hlavní role April Buchanon v seriálu Nahoru a Dolů (2009–2013).
V roce 2010 si zahrála po boku Melissy McCarthy a Swoosie Kurtz v seriálu Mike & Molly. Vanity Fair ji označilo jako nejvtipnější postavu seriálu. Seriál byl ukončen po šesti sezonách a 127 epizodách. Během natáčení Mike & Molly stihla natočit film kritiky oceňovaného nezávislého dramatu Úkryt (2011) po boku Jessicy Chastain a Michaela Shannona. Také hrála s Nicholasem Cagem ve filmu Drive Angry (2011). Dabing si střihla v Mimoních (2015) jako Tina Nelson.
V roce 2016 ztvárnila s Jeffem Bridgesem hrdiny krimi filmu Za každou cenu.
A konečně téhož roku získala roli Katie Ottové v seriálu Americká manželka a uvedený pořad dosáhl pozitivních ohlasů jak od diváků, tak od kritiky.

### Osobní život
Katy a její manžel Breaux Greer mají syna Kingstona (* 2017) a dceru Elektru (* 2018).